# Digha Nikaya

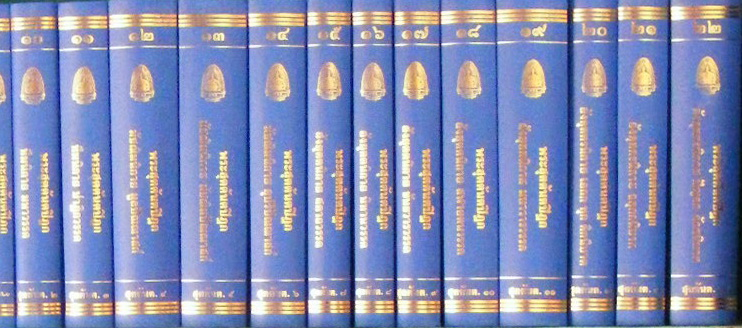
Digha Nikaya

Digha Nikaya (dīghanikāya; "Zbiór długich mów") – jest zbiorem buddyjskich pism, pierwszym z pięciu nikayi, lub zbiorów, w Sutta Pitaka,  jednym z „trzech koszów” które tworzą Kanon palijski buddyzmu theravady. Niektóre z najbardziej znanych sutt z Digha Nikaya to Maha-Parinibbana Sutta (DN 16), która opisuje ostatnie dni i śmierć Buddy, Sigalovada Sutta (DN 31) w której Budda opisuje etykę i praktykę dla świeckich wyznawców, Samaññaphala (DN 2), Brahmajala Sutta (DN 1), opisująca i porównująca punkt widzenia Buddy i innych ascetów w Indiach dotyczący kosmosu i czasu (przeszłości, teraźniejszości i przyszłości) i Potthapada (DN 9), która opisuje korzyści i praktykę medytacji samatha.

## Tłumaczenia anglojęzyczne
- Dialogues of the Buddha, tr T. W. and C. A. F. Rhys Davids, 1899–1921, 3 volumes, Pali Text Society[1]
- Thus Have I Heard: the Long Discourses of the Buddha, tr Maurice Walshe, Wisdom Pubns, 1987; later reissued under the original subtitle; ISBN 0-86171-103-3

Wybrane (więcej niż jedna sutta)
- The Buddha's Philosophy of Man, Rhys Davids tr, rev Trevor Ling, Everyman, out of print; 10 suttas including 2, 16, 22, 31
  - Long Discourses of the Buddha, tr Mrs A. A. G. Bennett, Bombay, 1964; 1-16
  - Ten Suttas from Digha Nikaya, Burma Pitaka Association, Rangoon, 1984; 1, 2, 9, 15, 16, 22, 26, 28-9, 31

## Podział
Digha Nikaya składa się z 34 mów, podzielonych na trzy grupy.
- Silakkhandha-vagga – Część poświęcona moralności (sutty 1-13); nazwana z powodu traktatów dotyczących moralności mnichów, które występują w tych suttach (jedynie teoretycznie; tak naprawdę nie pojawiają się one w każdej z nich, w większości opisane są jhana (główne osiągnięcia praktyki samatha), kultywacja psychicznych sił i stawanie się arahantem.
- Maha-vagga – Wielka część (sutty 14-23)
- Patika-vagga – Część „patika” (sutty 24-34)

Teksty wchodzące w skład Digha Nikayi to:
1. Brahmajala Sutta (jāla): opisująca 62 błędne poglądy.
2. Samannaphala Sutta (sāmañña): Król Magadhy Ajatasattu pyta Buddę o korzyści płynące z bycia samaną (często tłumaczone jako samotnik) w tym życiu; główna odpowiedź Buddy dotyczy stawania się arhantem dzięki wyżej wymienionej ścieżce.
3. Ambattha Sutta (ambaṭṭha)
4. Sonadanta Sutta (soṇadaṇḍa)
5. Kutadanta Sutta (kūṭadanta)
6. Mahali Sutta (mahāli
7. Jaliya Sutta (jāliya-)
8. Kassapa Sihanada Sutta (sīhanāda), Maha Sihanada Sutta (mahā) lub Sihanada Sutta;
9. Potthapada Sutta (poṭṭhapāda)
10. Subha Sutta:
11. Kevaddha Sutta (or kevaḍḍha) lub Kevatta Sutta (kevaṭṭa)
12. Lohicca Sutta: o dobrych i złych nauczycielach
13. Tevijja Sutta
14. Mahapadana Sutta (mahāpadāna): opowiadająca głównie historię wcześniejszego Buddy do pewnego czasu po jego oświeceniu; historia jest podobna do historii „naszego” Buddy.
15. Maha Nidana Sutta (nidāna): o współzależnym powstawaniu
16. Maha Parinibbana Sutta (-nibbāna-): historia o ostatnich miesiącach życia Buddy, jego śmierci, pogrzebie i podziale relikwii.
17. Mahasudassana Sutta
18. Janavasabha Sutta: Król Magadhy, Bimbisara, odrodzony jako bóg Janavasabha, mówi Buddzie, że jego nauczanie spowodowało, iż zwiększyła się liczba ludzi, odradzających się jako bogowie (zgodnie z buddyjskimi pismami król Bimbisara był buddystą, lecz dżinijskie pisma mówią, iż był on dżinistą)
19. Maha-Govinda Sutta: historia wcześniejszego życia Buddy
20. Mahasamaya Sutta
21. Sakkapanha Sutta (pañha)
22. Maha Satipatthana Sutta (paṭṭna): podstawa jednej z dzisiejszych tradycji birmańskiej medytacji vipassana. Wielu ludziom jest ona czytana lub recytowana na łożu śmierci
23. Payasi Sutta (pāyāsi-) lub Payasi Rajanna Sutta (rājañña): dialog pomiędzy sceptycznym księciem a mnichem.
24. Patika Sutta (pāṭika-) lub Pathika Sutta (pāthika)
25. Udumbarika Sihanada Sutta or Udumbarika Sutta: rozprawa o ascetyzmie
26. Cakkavatti Sihanada Sutta lub Cakkavatti Sutta
27. Agganna Sutta (aggañña-)
28. Sampasadaniya Sutta (pasādaniya lub pasādanīya)
29. Pasadika Sutta (pāsādika)
30. Lakkhana Sutta (lakkhaṇa)
31. Singalovada Sutta (siṅgālovāda), Singala Sutta, Singalaka Sutta lub Sigala Sutta: tradycyjnie traktowana jako vinaya dla ludzi świeckich.
32. Atanatiya Sutta (Āṭānāṭiya)
33. Sangiti Sutta (saṅgāti)
34. Dasuttara Sutta